# Yasmine Mouloud
Yasmine Mouloud, née le 29 janvier 1993, est une karatéka algérienne pratiquant le kata,,.

## Palmarès
| Année | Compétition                                            | Lieu      | Résultat | Catégorie        |
| ----- | ------------------------------------------------------ | --------- | -------- | ---------------- |
| 2009  | 6e Championnats d'Afrique cadets et juniors            | Alger     | 1re      | Kata par équipes |
| 2009  | Championnats du monde de karaté juniors et cadets 2009 | Rabat     | 1re      | Kata par équipes |
| 2010  | Championnats d'Afrique                                 | Le Cap    | 2e       | Kata par équipes |
| 2010  | 19e Championnats méditerranéens de karaté              | Izmir     | 3e       | Kata par équipes |
| 2011  | Jeux africains                                         | Maputo    | 1re      | Kata par équipes |
| 2011  | Jeux panarabes                                         | Doha      | 2e       | Kata par équipes |
| 2013  | Jeux de la solidarité islamique                        | Palembang | 2e       | Kata par équipes |
| 2017  | Championnats d'Afrique                                 | Yaoundé   | 1re      | Kata par équipes |